# Warburton (Victoria)
Warburton ist ein Erholungs- und Fremdenverkehrsort mit 1.946 Einwohnern etwa 75 km östlich von Melbourne in Victoria (Australien).  Der Ort gehört mit 50 anderen Siedlungen zur 2460 km² großen ländlichen Verwaltungseinheit Yarra Ranges Shire, einem der so genannten „Eastern Suburbs“ von Melbourne.
Bis in die 1880er Jahre hieß der Ort „Upper Warburton“. Erst dann wurde das ursprüngliche „Warburton“ (eine nach dem örtlichen Bergbauinspektor Charles Warburton Carr benannte und vordem „Yankee Jims Creek“ genannte Goldbergbausiedlung am Mount Little Joe, deren Einwohnerzahl mit dem Nachlassen der Goldförderung absank) in „Old Warburton“ umgetauft, und aus dem ehemaligen „Upper Warburton“ wurde das heutige „Warburton“.
Warburton liegt inmitten der malerischen Hügellandschaft der Yarra Ranges, mit schönem Blick auf die umliegenden Berge; der 1250 m hohe Mount Donna Buang ist im Winter schneebedeckt.  Der Yarra River, in dessen Tal viel Wein angebaut wird, mäandriert durch den Ort, und an seinen Ufern liegen Wanderwege und Picknickplätze.  Warburton lag ab 1901 an der Eisenbahnstrecke von Melbourne nach Lilydale, die 1965 stillgelegt wurde; seitdem ist die alte Bahntrasse ein Trail für Wanderer, Radfahrer und Reiter.
Der etwa 20 km östlich von Warburton liegende Upper-Yarra-Staudamm, 1957 fertiggestellt, versorgt Melbourne mit Trinkwasser.

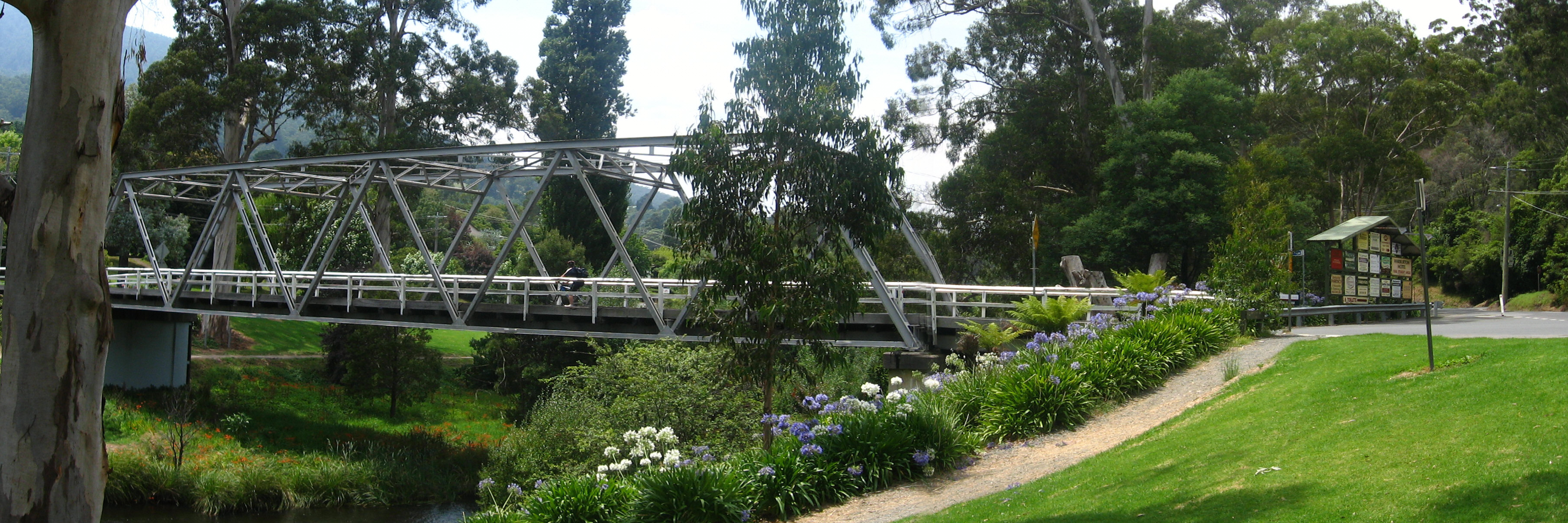
Die Brisbane Bridge über den Yarra in Warburton
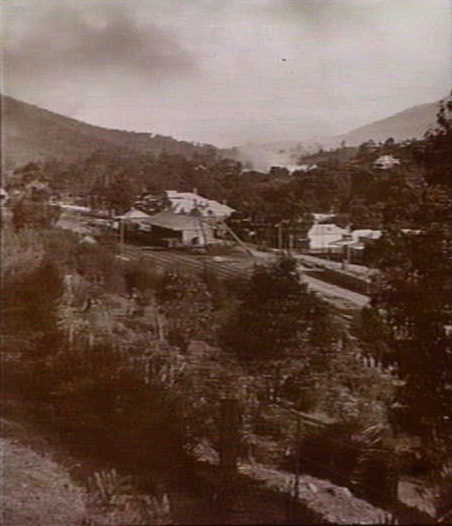
Blick auf den Bahnhof Warburton, 1920

## Söhne und Töchter der Stadt
- Lindsay Thompson (1923–2008), Politiker
- Timothy James Webb aka Tim J. Webb (* 1967), Künstler